# Česnek obrovský
Česnek obrovský (Allium giganteum) je druh jednoděložné rostliny z čeledi amarylkovité.

## Popis
Jedná se o vytrvalou cca 110–150 cm vysokou rostlinu s podzemní cibulí, která je bílá. Listy jsou mohutné, přisedlé, čepele jsou široce čárkovité, až 5–10 cm široké. Květy jsou uspořádány do květenství, jedná se o lichookolík (stažený šroubel), který je kulovitý, 10–14 cm v průměru. Tyčinky jsou delší než okvětí. Okvětní lístky jsou růžově fialové. Plodem je tobolka.

## Rozšíření ve světě
Druh má svojí domovinu na jihu střední Asie a v Íránu.

## Rozšíření v Česku
V ČR to je nepůvodní druh. Je občas pěstován jako okrasná rostlina.